# Wuling Bingo
Wuling Bingo – elektryczny samochód osobowy klasy miejskiej produkowany pod chińską marką Wuling od 2023 roku.

## Historia i opis modelu

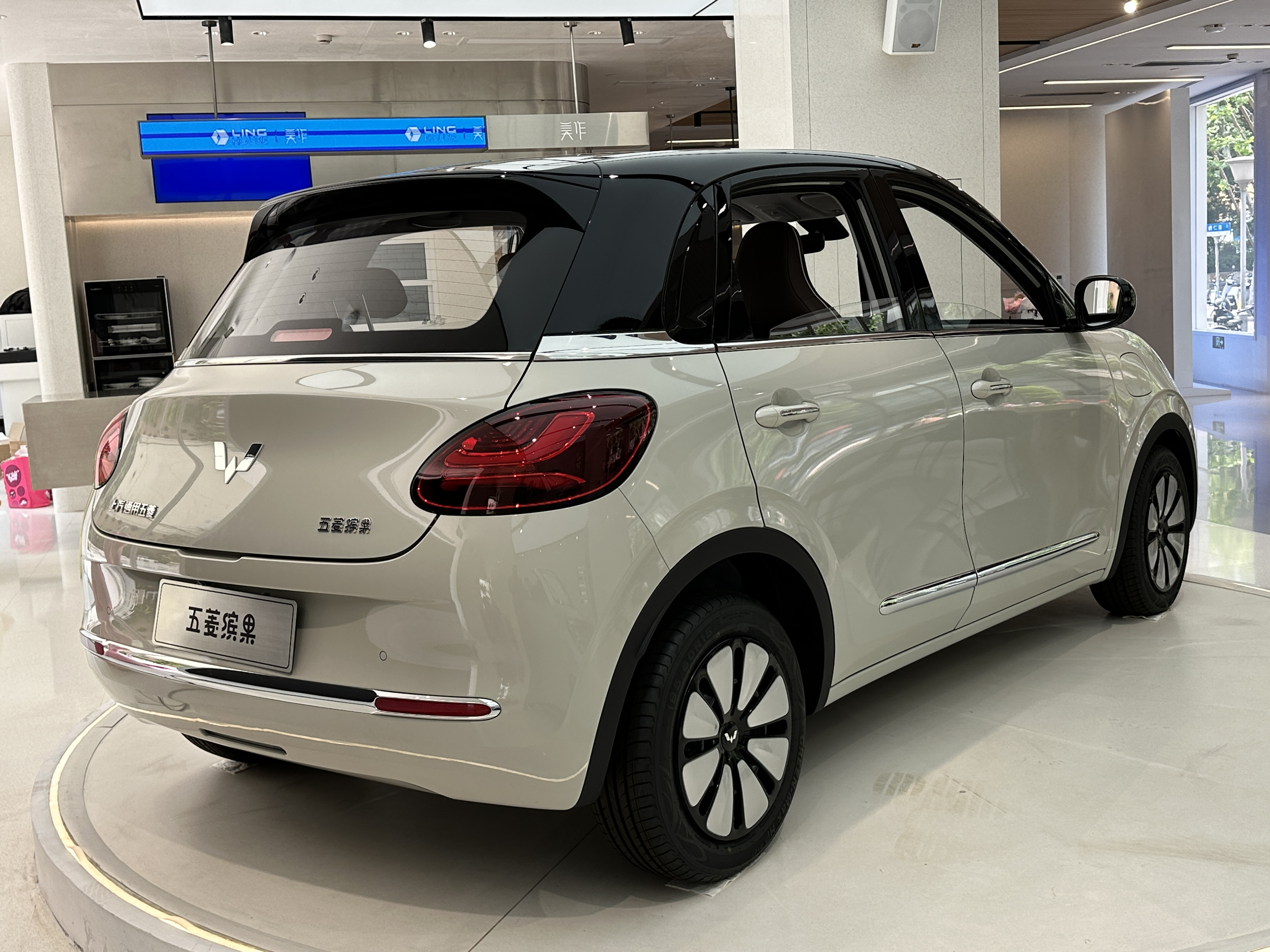
Wuling Bingo - tył

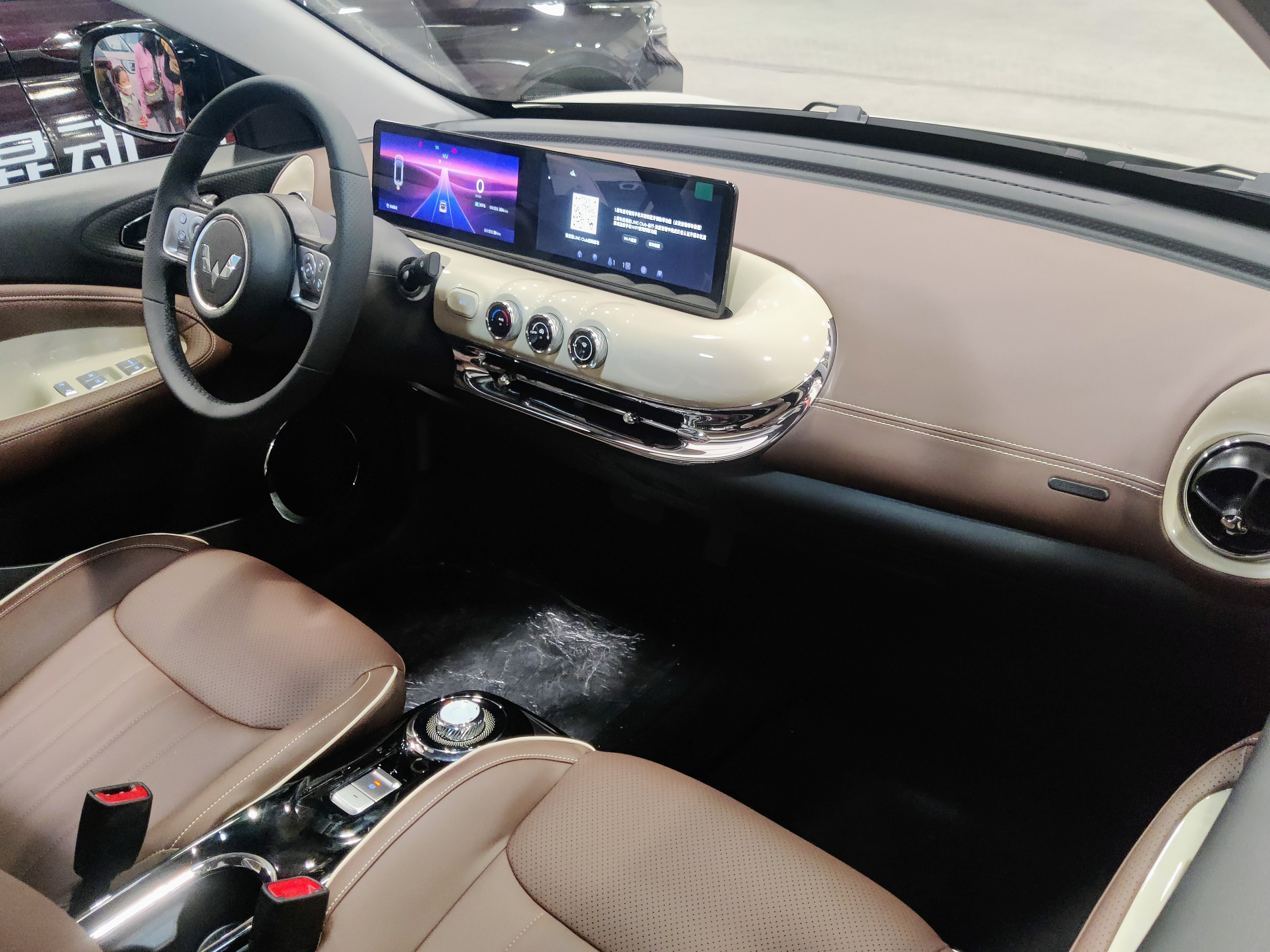
Wuling Bingo - kokpit

Po dużym sukcesie rynkowym elektrycznego mikrosamochodu Hongguang Mini EV, chiński Wuling poszerzył swoją ofertę przystępnych cenowo miejskich samochodów o konwencjonalnego, 5-drzwiowego hatchbacka o nazwie Bingo. Samochód utrzymany został w awangardowej stylizacji z motywami retro, wyróżniając się krągłym nadwoziem z owalnymi reflektorami oraz lampami tylnymi. Producent przewidział 4 żywe barwy nadwozia, 3 z kontrastowo malowanym dachem: biało-czarne, zielono-czarne lub różowo-białe, a także w pełni czarną.
W podobnie krągło-owalnym wzornictwie utrzymano także kabinę pasażerską. Minimalistyczną deskę rozdzielczą z ograniczonym do minimum zakresem przełączników utworzyły dwa wyświetlacze pełniące kolejno funkcję zegarów oraz centralnego ekranu dotykowego systemu multimedialnego.

### Sprzedaż
Wuling Bingo powstał z myślą o wewnętrznym rynku chińskim, stanowiąc odpowiedź na inne miejskie elektryczne modele. Pojazd trafił do sprzedaży tuż po debiucie, z ceną 70 tysięcy juanów za podstawowy wariant i 13 500 juanów za topowy wariant o mocniejszym układzie napędowym i bogatszym wyposażeniu. Inauguracja początku sprzedaży samochodu miała miejsce na przełomie lutego i marca. Samochód zdobył dużą popularność tuż po debiucie, w samym kwietniu znajdując 16,3 tysiąca nabywców w Chinach. W listopadzie rego samego roku pod nazwą Wuling Binguo EV rozpoczęła się produkcja i sprzedaż z myślą o pierwszym rynku zagranicznym, Indonezji.

### Dane techniczne
Wuling Bingo jest samochodem elektrycznym z dwoma wariantami napędowymi. Podstawowy rozwija moc 40 KM, z kolei mocniejszy 67 KM, choć prędkość maksymalną obu ograniczono do 100 km/h. Producent przewidział też dwa dostępne zestawy baterii: mniejszy 17,3 kWh pozwala na przejechanie na jednym ładowaniu według cyklu NEDC do 200 kilometrów, a większy 31,9 kWh do 330 kilometrów.